# Érika Chávez
Érika Benilda Chávez Quinteros (* 4. Juni 1990 in San Lorenzo) ist eine ehemalige ecuadorianische Leichtathletin, die sich auf den Sprint spezialisiert hat.

## Sportliche Laufbahn
Erste internationale Erfahrungen sammelte Érika Chávez im Jahr 2004, als sie bei den Jugendsüdamerikameisterschaften in Guayaquil in 57,86 s den sechsten Platz im 400-Meter-Lauf belegte und mit der ecuadorianischen Sprintstaffel (1000 Meter) in 2:11,8 min die Silbermedaille gewann. Im Jahr darauf schied sie bei den Jugendweltmeisterschaften in Marrakesch mit 60,58 s in der ersten Runde über 400 Meter aus und anschließend gewann sie bei den Juegos Bolivarianos in Armenia mit der 4-mal-400-Meter-Staffel in 3:45,12 min die Bronzemedaille hinter den Teams aus Kolumbien und Venezuela. Daraufhin schied sie bei den Juniorensüdamerikameisterschaften in Rosario mit 59,17 s im Vorlauf über 400 Meter aus, belegte mit der 4-mal-100-Meter-Staffel in 48,81 s den sechsten Platz und gewann mit der 4-mal-400-Meter-Staffel in 3:45,66 min die Bronzemedaille. 2006 belegte sie bei den Südamerikameisterschaften in Tunja in 59,15 s den siebten Platz über 400 Meter und gelangte im 100-Meter-Lauf mit 12,28 s auf Rang sechs und wurde über 200 Meter in 24,81 s Fünfte. Zudem gewann sie mit der 4-mal-100-Meter-Staffel in 47,47 s gemeinsam mit Lucy Jaramillo, Mayra Pachito und Victoria Quiñonez die Bronzemedaille hinter den Teams aus Brasilien und Kolumbien und sicherte sich auch mit der 4-mal-400-Meter-Staffel in 3:47,58 min gemeinsam mit Lucy Jaramillo, Diana Armas und Karina Caicedo die Bronzemedaille hinter den Teams aus Brasilien und Kolumbien. Anschließend siegte sie bei den Jugendsüdamerikameisterschaften in Caracas in 55,48 s über 400 Meter und gewann im 200-Meter-Lauf in 24,59 s die Bronzemedaille. Zudem belegte sie mit der Sprintstaffel (1000 m) in 2:16,94 min den vierten Platz und gelangte mit der 4-mal-100-Meter-Staffel mit 49,20 s auf Rang sechs. Daraufhin belegte sie bei den U23-Südamerikameisterschaften, die im Rahmen der Südamerikaspiele in Buenos Aires ausgetragen wurden, in 24,66 s und 57,45 s jeweils den siebten Platz über 200 und 400 Meter und gelangte mit der 4-mal-100-Meter-Staffel mit 47,29 s auf Rang fünf. Zudem gewann sie mit der 4-mal-400-Meter-Staffel in 3:45,77 min die Bronzemedaille hinter den Teams aus Venezuela und Kolumbien. Im Jahr darauf belegte sie bei den Juniorensüdamerikameisterschaften in São Paulo in 24,95 s den fünften Platz über 200 Meter, gelangte mit 58,04 s auf Rang acht über 400 Meter und wurde in 47,44 s Vierte in der 4-mal-100-Meter-Staffel. Anschließend schied sie bei den Panamerikanischen Spielen ebendort mit 24,66 s und 56,06 s jeweils im Vorlauf über 200 und 400 Meter aus und kam mit der 4-mal-100-Meter-Staffel nicht ins Ziel, während sie mit der 4-mal-400-Meter-Staffel in 3:45,25 min den sechsten Platz belegte. Daraufhin verpasste sie bei den Panamerikanischen Spielen in Rio de Janeiro mit 24,46 s den Finaleinzug über 200 Meter und kam auch mit der 4-mal-100-Meter-Staffel mit 46,55 s nicht über den Vorlauf hinaus und belegte mit der 4-mal-400-Meter-Staffel in 3:43,88 min den achten Platz.
Nach einem Jahr Wettkampfpause klassierte sie sich 2009 bei den Südamerikameisterschaften in Lima mit 24,45 s auf dem vierten Platz über 200 Meter und gewann mit der 4-mal-100-Meter-Staffel in 47,20 s gemeinsam mit Lorena Mina, Karina Caicedo und Liliana Nuñez die Bronzemedaille hinter den Teams aus Kolumbien und Brasilien und sicherte sich auch mit der 4-mal-400-Meter-Staffel in 3:45,99 min gemeinsam mit Karina Caicedo, María Corozo und Lucy Jaramillo die Bronzemedaille hinter Brasilien und Kolumbien. Anschließend siegte sie in 11,83 s über 100 Meter bei den Juniorensüdamerikameisterschaften in São Paulo und gewann in 23,85 s die Silbermedaille über 200 Meter. Daraufhin gewann sie bei den Juegos Bolivarianos in Sucre in 23,65 s die Bronzemedaille über 200 Meter hinter den Kolumbianerinnen Darlenys Obregón und Norma González und wurde in 55,5 s Fünfte über 400 Meter. Zudem gewann sie in beiden Staffelbewerben in 46,28 s und 3:41,42 min die Bronzemedaille. Im Jahr darauf siegte sie in 23,71 s über 200 Meter bei den U23-Südamerikameisterschaften, die erneut im Zuge der Südamerikaspiele in Medellín stattfanden, und belegte in 11,80 s den vierten Platz über 100 Meter. Anschließend belegte sie bei den Ibero-Amerikanischen Meisterschaften in San Fernando in 23,95 s den vierten Platz über 200 Meter. 2011 belegte sie bei den Südamerikameisterschaften in Buenos Aires in 11,92 s den fünften Platz über 100 Meter und gelangte mit 23,72 s auf Rang vier über 200 Meter. Anschließend schied sie bei der Sommer-Universiade in Shenzhen mit 12,14 s im Vorlauf über 100 Meter aus, ehe sie bei den Panamerikanischen Spielen in Guadalajara mit 23,67 s nicht über die Vorrunde über 200 Meter hinaus gelangte. Zudem belegte sie dort in beiden Staffelbewerben in 46,18 s und 3:45,59 min jeweils den sechsten Platz. Im Jahr darauf belegte sie bei den Ibero-Amerikanischen Meisterschaften in Barquisimeto in 23,36 s den fünften Platz über 200 Meter und belegte erneut in beiden Staffelbewerben den sechsten Platz. Anschließend nahm sie über 200 Meter an den Olympischen Sommerspielen in London teil und schied dort mit 23,70 s in der ersten Runde aus.
2013 gewann sie bei den Südamerikameisterschaften in Cartagena in 23,10 s die Bronzemedaille über 200 Meter hinter der Brasilianerin Ana Cláudia Lemos und Nercely Soto aus Venezuela und belegte über 100 Meter in 11,64 s den vierten Platz. Mit der 4-mal-100-Meter-Staffel belegte sie in 45,93 s den fünften Platz und mit der 4-mal-400-Meter-Staffel gewann sie in 3:43,01 min gemeinsam mit Celene Cevallos, Yadira Méndez und Nicol Minota die Bronzemedaille hinter den Teams aus Brasilien und Kolumbien. Anschließend gewann sie bei den Juegos Bolivarianos in Trujillo in 11,78 s die Bronzemedaille über 100 Meter hinter ihrer Landsfrau Ángela Tenorio und María Alejandra Idrobo aus Kolumbien und musste sich über 200 Meter in 23,67 s nur der Venezolanerin Nercely Soto geschlagen geben. Zudem gewann sie mit der 4-mal-100-Meter-Staffel in 44,29 s die Bronzemedaille hinter den Teams aus Kolumbien und Venezuela. Im Jahr darauf gewann sie bei den Südamerikaspielen in Santiago de Chile in 23,72 s die Bronzemedaille über 200 Meter hinter der Venezolanerin Soto und ihrer Landsfrau Tenorio und belegte in 11,70 s den vierten Platz über 100 Meter. Zudem gelangte sie im Staffelbewerb mit 45,43 s auf Rang vier. Im selben Jahr beendete sie dann ihre aktive sportliche Karriere im Alter von 24 Jahren.
In den Jahren 2009 und 2010 wurde Chávez ecuadorianische Meisterin im 100-Meter-Lauf sowie 2009, 2010 und 2013 über 200 Meter.

## Persönliche Bestzeiten
- 100 Meter: 11,2 s, 31. Mai 2012 in Cuenca
- 200 Meter: 23,09 s (+0,6 m/s), 13. Mai 2012 in Mexiko-Stadt
- 400 Meter: 54,92 s, 17. September 2006 in Ibarra